# Catocala ritana
Catocala ritana är en fjärilsart som beskrevs av William Beutenmüller 1918. Catocala ritana ingår i släktet Catocala och familjen nattflyn. Inga underarter finns listade i Catalogue of Life.